# كينجي دإي
كينجي دإي (باليابانية: 代 健司) (27 مارس 1989 في هيروشيما في اليابان – )؛ هو لاعب كرة قدم ياباني سابق كان يلعب كمدافع.

## وصلات خارجية
- كينجي دإي على موقع رابطة كرة القدم اليابانية للمحترفين (اليابانية)
- كينجي دإي على موقع قاعدة بيانات كرة القدم.إي يو (الإنجليزية)
- كينجي دإي على موقع Soccerway.com (الإنجليزية)